# Peter George Peterson
Peter George Peterson (Kearney, 5 giugno 1926 – New York, 20 marzo 2018) è stato un imprenditore, politico, banchiere e filantropo statunitense, segretario al Commercio degli Stati Uniti con Richard Nixon nel 1972-73 e poi, fra altre cose, ex amministratore delegato di Lehman Brothers e cofondatore del gruppo Blackstone.

## Biografia
Figlio di Georgios Petropoulos, un greco che cambiò il proprio nome in quello di George Peterson dopo essere emigrato negli Stati Uniti nel 1923, Peter George Peterson ha frequentato la Northwestern University, laureandosi brillantemente nel 1947, e si è specializzato in amministrazione aziendale alla University of Chicago Booth School of Business ottenendo un MBA nel 1951.
Dopo aver terminato gli studi ha lavorato in numerose società finanziarie americane: nel 1953 entrò nell'agenzia pubblicitaria McCann Erickson, di cui divenne vicepresidente nel 1958, e nel 1961 fu nominato presidente della Bell and Howell, una società attiva nel campo delle nuove tecnologie e nell'informatica. Contemporaneamente ha svolto attività politica nelle file del Partito Repubblicano. Una sua creazione fu, per esempio, lo slogan promozionale «I like Ike» a sostegno del generale "Ike" Eisenhower candidato nelle elezioni presidenziali negli Stati Uniti d'America del 1952. Più tardi, dal 29 febbraio 1972 al 1º febbraio 1973 fu segretario al Commercio degli Stati Uniti con il presidente repubblicano Richard Nixon.
Lasciata l'attività politica ritornò a lavorare nel settore privato con ruoli dirigenziali: dal 1973 al 1994 alla Lehman Brothers, società di cui fu dapprima presidente e poi amministratore delegato. Nel 1985 ha fondato con Stephen A. Schwarzman la società di investimenti Blackstone Group, di cui è stato Presidente fino al 2008.  In questo periodo è stato anche nel consiglio di amministrazione di numerose società (3M, Black & Decker, CITGO, The Continental Group, Federated Department Stores, General Foods, Radio Corporation of America e Sony) e, nel periodo 2000-2004, presidente del distretto di New York della Federal Reserve Bank. Dal suo ritiro nel 2008, Peterson ha devoluto gran parte del suo patrimonio stimato in circa 2,8 miliardi di dollari per creare una fondazione dedicata alla insegnamento e alla divulgazione dell'economia attraverso l'organizzazione di seminari e conferenze, la gestione di siti web e la produzione di documentari.

## Scritti
- Facing Up: How to Rescue the Economy from Crushing Debt and Restore the American Dream (1993) - ISBN 978-0-671-79642-6
- Will America Grow Up Before It Grows Old? (1996) - ISBN 978-0-679-45256-0
- Gray Dawn: How The Coming Age Wave Will Transform America -- And The World (1999) - ISBN 978-0-8129-9069-0
- Running On Empty: How The Democratic and Republican Parties Are Bankrupting Our Future and What Americans Can Do About It (2004) - ISBN 978-0-312-42462-6
- The Education of an American Dreamer: How a Son of Greek Immigrants Learned His Way from a Nebraska Diner to Washington, (2009) - ISBN 978-0-446-55603-3